# Вазалинскас, Витаутас Мартинович
Витаутас Мартинович Вазалинскас — советский хозяйственный, государственный и политический деятель.

## Биография
Родился в 1910 году в Шедуве. Член КПСС.
С 1929 года — на хозяйственной, общественной и политической работе. В 1929—1946 гг. — работник на испытательной станции Дотнува, практикант в сельскохозяйственных научно-исследовательских учреждениях Дании, помощник директора, директор Литовского научно-исследовательского института сельского хозяйства, нарком совхозов Литовской ССР, агроном совхоза в Краснодарском крае, народный комиссар сельского хозяйства Литовской ССР, директор Литовского сельскохозяйственного института, первый заместитель министра сельского хозяйства и заготовок Литовской ССР, министр сельского хозяйства Литовской ССР, председатель Главного управления сельскохозяйственной науки и подготовки кадров Министерства сельского хозяйства Литовской ССР, заместитель Председателя Совета Министров Литовской ССР.
Опубликовал 290 статей по вопросам сельского хозяйства. Внес большой вклад в изучение почв Литвы, их картографирование, подготовку монографии «Почвы Литовской ССР» (1965; республиканская премия 1967). Он был членом главной редакции Малой советской энциклопедии Литвы.
Избирался депутатом Верховного Совета Литовской ССР 4-10-го созывов.
Умер в Вильнюсе в 1984 году.